# مجازر ولاية غليزان 1998
| مجازر الجزائر في 1997                                               |          |              |
| مجازر قتل فيها أكثر من 50 مدني: راجع حرب العشرية السوداء في الجزائر |          |              |
| مجزرة ثاليت                                                         | 52 قتيل  | 4-3 أفريل    |
| مجزرة حوش خميستي                                                    | 93 قتيل  | 21 أفريل     |
| مجزرة ضاية لبقور                                                    | 50 قتيل  | 16 جوان      |
| مجزرة سي زروق                                                       | 58 قتيل  | 27 جويلية    |
| مجزرة أولاد الحد مزوارة                                             | 76 قتيل  | 3 أوت        |
| مجزرة صوحان                                                         | 65 قتيل  | 21-20 أوت    |
| مجزرة بني علي                                                       | 64 قتيل  | 26 أوت       |
| مجزرة الرايس                                                        | 800 قتيل | 29 أوت       |
| مجزرة بني مسوس                                                      | 87 قتيل  | 6-5 سبتمبر   |
| مجزرة قلب الكبير                                                    | 53 قتيل  | 19 سبتمبر    |
| مجزرة بن طلحة                                                       | 400 قتيل | 22 سبتمبر    |
| مجزرة سيدي العنتري                                                  | 117 قتيل | 24-23 ديسمبر |
| مجازر ولاية غيليزان                                                 | 412 قتيل | 30 ديسمبر    |
| 1996 -[عدل مصدر ] - 1998                                            |          |              |

وقعت مجازر ولاية غليزان بتاريخ 4 يناير 1998 في ثلاثة قرى نائية منطقة وادي ارهيو و بلدية حد الشكالة على بعد حوالي 240 كم غرب مدينة الجزائر العاصمة تحديدا مناطق جبال الونشريس أثناء الصراع الجزائري في تسعينيات القرن الماضي. وقُتل على الأقل 1400 قرويًا مابين ليلتي 30 إلى 31 ديسمبر 1997 و 4 إلى 5 يناير 1998 من شهر رمضان بعد الإفطار صرحت الدولة حين الوقائع ب 172 فقط 
- في حد الشكالة، حيث لم ينج أحد من السكان؛ وقام أكثر من ثلاثين من المقاتلين بحرق القرية كليًا فيما بعد.
- في قرية الرمكة، حيث صرحت الدولة بمقتل 117 شخص فقط ؛ وفي عام 2006، أعلن رئيس الوزراء أحمد أويحيى أن عدد القتلى الحقيقي هو أكثر من 1000 شخص وأن الحكومة "أخفت الحقيقة لأنه ليس هناك أحد يخوض معركة ويعلن هزيمته." وقال أحد الناجين لصحيفة تريبيون "إن امرأة حاملاً تعرضت لتمزيق جنينها وذبحها"[بحاجة لمصدر].[2]
- وفي عين طارق، قُتل عدد غير معروف

قام بالعملية كتيبة الأهوال التابعة ل الجماعة الإسلامية المسلحة، وسبقتها بعدة أيام مجازر ولاية غليزان التي حدثت في 30 ديسمبر 1997. وأدت هذه المجازر إلى رحيل السكان من المنطقة المنكوبة - فقد تراجع سكان الرمكة على سبيل المثال من 9200 عام 1990 إلى 5212 نسمة عام 1998 - وأدت إلى إدانات دولية ودعوات إلى إجراء تحقيق مستقل. لأن بعض الشهادات إتهمت اصحاب الدفاع الذاتي المسلحين هم من قامو بالعملية لكن شهاداتهم لم تكن عينية.
قبل المجزرة كانت الدولة تسلح اهالي القرى و عممت الدولة بعد الحوادث بتسليح كامل سكان المنطقة و زودتهم بالسلاح و الذخيرة 

## وصلات خارجية
- BBC
- BBC
- Irish Examiner
- CNN نسخة محفوظة 1 نوفمبر 2013 على موقع واي باك مشين.
- IDP Survey
- Algeria hid massacre toll